# Grammy Award voor Album of the Year
De Grammy Award voor Album of the Year is een jaarlijkse muziekprijs die uitgereikt wordt door de National Academy of Recording Arts and Sciences. Hij is een van de tientallen categorieën die jaarlijks worden toegekend bij de Grammy's en wordt beschouwd als een van de vier belangrijkste. De andere drie van de "Big Four" zijn Record of the Year, Song of the Year en Best New Artist. In juni 2018 werd bekendgemaakt dat met ingang van 2019 het aantal genomineerden in deze vier categorieën wordt uitgebreid van vijf naar acht.

## Geschiedenis
De Grammy voor Album of the Year werd, net als de overige Grammy's, voor het eerst in 1959 uitgereikt. De winnaars in de eerste jaren vormden een afwisselend gezelschap; van komieken (Bob Newhart en Vaughn Meader) tot jazz (Stan Getz) en crooners (Frank Sinatra). Pas in 1968 won de eerste rockband de prijs, The Beatles. 
Lauryn Hill was in 1999 de eerste hiphop-artiest die een Grammy won voor Album of the Year.
Frank Sinatra, Stevie Wonder en Paul Simon wonnen de prijs drie keer. In 2024 brak Taylor Swift een record door de award voor de vierde keer te winnen.
De Grammy wordt uitgereikt aan de uitvoerende artiest(en), producer(s), technicus/technici en mixer(s).
In principe komt elk muzikaal genre in aanmerking voor deze prijs. Sinds 2012 komen ook klassieke albums in aanmerking voor een nominatie, nadat de categorie voor Best Classical Album in 2011 werd opgeheven. Sindsdien is echter geen enkel klassiek album opgenomen in de lijst van genomineerde albums.

## Winnaars

### Jaren 50 en 60
- 1959: Henry Mancini - The Music From Peter Gunn
- 1960: Frank Sinatra - Come Dance With Me!
- 1961: Bob Newhart - The Button-Down Mind of Bob Newhart
- 1962: Judy Garland - Judy at Carnegie Hall
- 1963: Vaughn Meader - The First Family
- 1964: Barbra Streisand - The Barbra Streisand Album
- 1965: Stan Getz & Joao Gilberto - Getz/Gilberto
- 1966: Frank Sinatra - September of my Years
- 1967: Frank Sinatra - A Man and His Music
- 1968: The Beatles - Sgt. Pepper's Lonely Hearts Club Band
- 1969: Glen Campbell - By The Time I Get To Phoenix

### Jaren 70
- 1970: Blood, Sweat & Tears - Blood, Sweat & Tears
- 1971: Simon & Garfunkel - Bridge Over Troubled Water
- 1972: Carole King - Tapestry
- 1973: Bob Dylan, Ravi Shankar, George Harrison, Leon Russell, Ringo Starr, Billy Preston, Eric Clapton & Klaus Voormann - The Concert for Bangla Desh
- 1974: Stevie Wonder - Innervisions
- 1975: Stevie Wonder - Fulfillingness' First Finale
- 1976: Paul Simon - Still Crazy After All These Years
- 1977: Stevie Wonder - Songs in the Key of Life
- 1978: Fleetwood Mac - Rumours
- 1979: Diverse Uitvoerenden - Saturday Night Fever

### Jaren 80
- 1980: Billy Joel - 52nd Street
- 1981: Christopher Cross - Christopher Cross
- 1982: John Lennon & Yoko Ono - Double Fantasy
- 1983: Toto - Toto IV
- 1984: Michael Jackson - Thriller
- 1985: Lionel Richie - Can't Slow Down
- 1986: Phil Collins - No Jacket Required
- 1987: Paul Simon - Graceland
- 1988: U2 - The Joshua Tree
- 1989: George Michael - Faith

### Jaren 90
- 1990: Bonnie Raitt - Nick of Time
- 1991: Quincy Jones en diverse uitvoerenden - Back on the Block
- 1992: Natalie Cole - Unforgettable
- 1993: Eric Clapton - Unplugged
- 1994: Whitney Houston - The Bodyguard
- 1995: Tony Bennett - MTV Unplugged
- 1996: Alanis Morissette - Jagged Little Pill
- 1997: Celine Dion - Falling Into You
- 1998: Bob Dylan - Time Out of Mind
- 1999: Lauryn Hill - The Miseducation of Lauryn Hill

### Jaren 00
- 2000: Santana - Supernatural
- 2001: Steely Dan - Two Against Nature
- 2002: Diverse Uitvoerenden - O Brother, Where Art Thou? (Soundtrack)
- 2003: Norah Jones - Come Away With Me
- 2004: OutKast - Speakerboxx/The Love Below
- 2005: Ray Charles en diverse uitvoerenden - Genius Loves Company
- 2006: U2 - How to Dismantle an Atomic Bomb
- 2007: Dixie Chicks - Taking The Long Way
- 2008: Herbie Hancock - River: The Joni Letters
- 2009: Robert Plant & Alison Krauss - Raising Sand

### Jaren 10
- 2010: Taylor Swift - Fearless
- 2011: Arcade Fire - The Suburbs
- 2012: Adele - 21
- 2013: Mumford & Sons - Babel
- 2014: Daft Punk - Random Access Memories
- 2015: Beck - Morning Phase
- 2016: Taylor Swift - 1989
- 2017: Adele - 25
- 2018: Bruno Mars - 24K Magic
- 2019: Kacey Musgraves - Golden Hour

### Jaren 20
- 2020: Billie Eilish - When We All Fall Asleep, Where Do We Go?
- 2021: Taylor Swift - Folklore
- 2022: Jon Batiste - We Are
- 2023: Harry Styles - Harry's House
- 2024: Taylor Swift - Midnights
- 2025: Beyoncé - Cowboy Carter